# Marcion
Marcion dit du Pont ou de Sinope (né à Sinope vers 85, mort vers 160) est une personnalité du christianisme ancien de la fin du Ier et de la première moitié du IIe siècle. Armateur fortuné, il se rend vers 140 à Rome où il se distingue par ses prodigalités au sein de la communauté chrétienne locale alors dirigée, selon la tradition, par l'épiscope Pie.
Se fondant uniquement sur l’Écriture, il développe sa doctrine qui rompt avec la tradition juive : du contraste absolu qu'il décèle entre la Loi juive et l'Évangile, il conclut à l'existence de deux principes divins — Dieu de colère de la Bible hébraïque et Dieu d'amour de l'Évangile — dont celui des textes chrétiens est le Dieu suprême. Celui-ci est le père de Jésus-Christ qui est venu pour abroger la Bible hébraïque et le culte de son démiurge. Pour Marcion, Jésus n'est pas le messie attendu par les juifs, ni né de la Vierge Marie : il est apparu à la quinzième année du règne de Tibère sans avoir connu ni naissance ni croissance et sauve l'homme en le rachetant par sa mort.
En outre, Marcion est vraisemblablement le premier à donner au mot εὐαγγέλιον (euangélion, « bonne nouvelle ») un sens littéraire et à élaborer un « canon » de l’Écriture dont il écarte la Torah et tout ce qui, dans la littérature néotestamentaire, porte la marque du judaïsme, proposant un texte résumé à l'Évangile selon Luc et dix des treize épîtres attribuées à Paul.
En rupture avec la communauté chrétienne de Rome, il fonde sa propre Église à l'organisation solide et concurrente, ce qui lui vaut d'être considéré par la suite comme l'un des premiers hérésiarques par les auteurs de la « Grande Église ». Le marcionisme se développe essentiellement en Orient, en Mésopotamie et en Perse mais aussi en Occident et non sans connaître des dissidences. Persécutées au cours du IVe siècle, les communautés marcionites disparaissent définitivement au cours du Ve siècle.

## Historiographie antique
Les textes de Marcion sont perdus et les éléments le concernant sont connus exclusivement par les écrits de ses adversaires : Justin de Naplouse dans sa Grande Apologie et de manière indirecte dans Syntagma contre les hérésies — œuvre aujourd'hui perdue —, à travers les citations qu'en font Irénée de Lyon puis Eusèbe de Césarée. Irénée consacre encore à Marcion une notice particulière et s'y réfère dans de multiples allusions polémiques. De nombreuses réfutations antiques sont par ailleurs perdues.
La source essentielle sur Marcion reste Tertullien. On a conservé une édition de son Contre Marcion, datée d'environ 210, où il combat la théologie de Marcion et discute du canon d'Écritures marcionite ou encore de nombreux textes des Antithèses : ces polémiques ont permis leur reconstitution, parcellaire et fragile, grâce notamment aux travaux d'Adolf von Harnack.
Il existe également d'autres mentions de Marcion et de sa théologie dans les Stromates de Clément d'Alexandrie, dans l’Elenchos du pseudo Hippolyte de Rome ou encore dans le Panarion d'Épiphane de Salamine qui cite des passages du texte biblique marcionite. Plus tard, plusieurs auteurs s'attachent à critiquer les développements ultérieurs du marcionisme : Adamantius dans son Dialogue sur la foi correcte, Éphrem le Syrien dans la Réfutation en prose de Bardesane, Mani et Marcion et enfin Eznik de Kolb dans Sur Dieu.

## Biographie
Les données biographiques concernant Marcion sont lacunaires et peu sûres. Il s'agit souvent d'inventions posthumes de ses détracteurs dans un processus où « les chrétiens [doivent] affronter la question de l'authentique tradition sur Jésus et son œuvre ainsi que les critères nécessaires à la définir » et y apportent diverses réponses.

### Origines orientales
Marcion serait né vers 85 à Sinope, port de la mer Noire, et serait d’origine païenne. Suivant la tradition, lorsque Marcion atteint l’âge adulte, son père — un riche armateur — devient « évêque » de la communauté chrétienne de Sinope, ce qui est douteux selon certains chercheurs[Lesquels ?], puisque l'épiscopat n'est pas encore établi dans les communautés chrétiennes à cette époque, mais plausible pour d'autres[Lesquels ?]. Selon Hippolyte, son père l'aurait chassé pour avoir tenté de séduire une vierge, dans une métaphore de l'hérétique qui tente de corrompre l'Église vierge. Il part alors pour Smyrne.
Tertullien fait du jeune Marcion un disciple d'Épicure ou encore un stoïcien.
D'autres indications légendaires mettent Marcion en relation avec Papias, l'apôtre Jean ou encore Polycarpe qui l'aurait déjà affronté comme le « premier-né de Satan ». Ce n'est qu'à partir de son arrivée à Rome que Marcion sort quelque peu de la légende.

### Séjour à Rome
Armateur fortuné, Marcion se rend à Rome vers l’an 140, où il intègre la communauté chrétienne, alors dirigée selon la tradition par l'épiscope Pie. Marcion y a pour maître un certain Cerdon, un personnage dont on ne sait presque rien et sur lequel il semble que les hérésiologues aient projeté la doctrine de Marcion.
Celui-ci semble rapidement populaire dans la communauté de Rome. Il y propose un livre qui est en quelque sorte le précurseur du Nouveau Testament, une appellation qui à l'époque n'existe pas — et dont Marcion est peut-être l'auteur —, pas plus que la collection connue sous ce nom. En plus d'une introduction de sa main, ce livre est composé de deux parties : un apostolicon, qui comprend un certain nombre de lettres de Paul de Tarse, et un evangelion, correspondant à ce que l'on connaît désormais comme l’Évangile selon Luc, amputé des premiers chapitres jusque 4, 32.
En outre, Marcion se distingue par ses prodigalités en offrant à l'église de Rome l'énorme somme de 200 000 sesterces.
La communauté de Rome est en proie à de nombreuses dissensions théologiques et, en 142, suivant la Tradition, Cerdon et Valentin sont exclus de la communauté romaine par l'épiscope Hygin.

### Rupture
Marcion défend au sein de la communauté romaine l'inconciliabilité radicale qu'il voit entre la révélation de Jésus et celle du judaïsme ainsi qu'il semble l'avoir développée dans ses Antithèses qui devaient également contenir des exégèses des textes qu'il retenait pour son canon. Il défend ce point de vue devant un collège de presbytres dirigé alors par l'épiscope Pie. Selon Tertullien, les marcionites datent précisément cet événement : « 115 ans et six-mois et demi » après l'« apparition de Jésus », la quinzième année du règne de Tibère, soit en 144 de notre ère.
Marcion entre alors en rupture avec une partie de la communauté romaine, dont il est exclu ou qu'il quitte de lui-même — le point fait débat.
Il ne quitte peut-être pas Rome pour autant puisque, selon certaines traditions, il y aurait été encore établi comme maître, enseignant ses propres doctrines pendant l’épiscopat d’Anicet (vers 155-166).

### Fondation de l'Église marcionite
Après son excommunication de la communauté romaine, qui semble lui avoir rendu ses 200 000 sesterces, Marcion fonde rapidement, peut-être grâce à ces énormes moyens, sa propre Église qu'il présente comme une création du « Dieu Bon », suivant sa théologie. Celle-ci est dotée d'une solide organisation tant sur le plan hiérarchique que liturgique, ce qui lui amène un grand succès : selon Justin de Naplouse, dix ans après son exclusion, elle s'est répandue dans tout l'empire.
Cette rupture et le succès de cette véritable « contre-Église » lui valent d'être considéré par la suite comme l'un des premiers hérésiarques — avec Simon le Magicien et son disciple Ménandre — par les auteurs de la « Grande Église » qui se répandent à son encontre en de nombreux écrits polémiques. À la fin du IVe siècle, Jérôme de Stridon le qualifie encore d'« esprit passionné et très instruit » (ardens ingenii et doctissimus) : considéré comme une menace par la proto-orthodoxie naissante, Marcion n'en est pas moins l'un des penseurs et écrivains chrétiens les plus importants du christianisme des premiers siècles.
Il n’existe aucune preuve qu’il ait quitté — ou non — la ville de Rome où il meurt peut-être, entre 161 et 168 ; en tout état de cause, on n’entend plus parler de lui sous le règne de Marc Aurèle. Adolf von Harnack estimait pour sa part que Marcion, après avoir quitté le Pont, avait enseigné en Asie Mineure.
Quoi qu'il en soit, l'Église marcionite se développe tant en Orient, en Mésopotamie et en Perse — où elle précède le manichéisme — qu'en Occident où elle ne recule qu'à partir du milieu du IIIe siècle à la suite de répressions. Elle connaît par ailleurs des dissidences. Au Ve siècle, des communautés marcionites sont encore attestées en Syrie.

## Doctrine

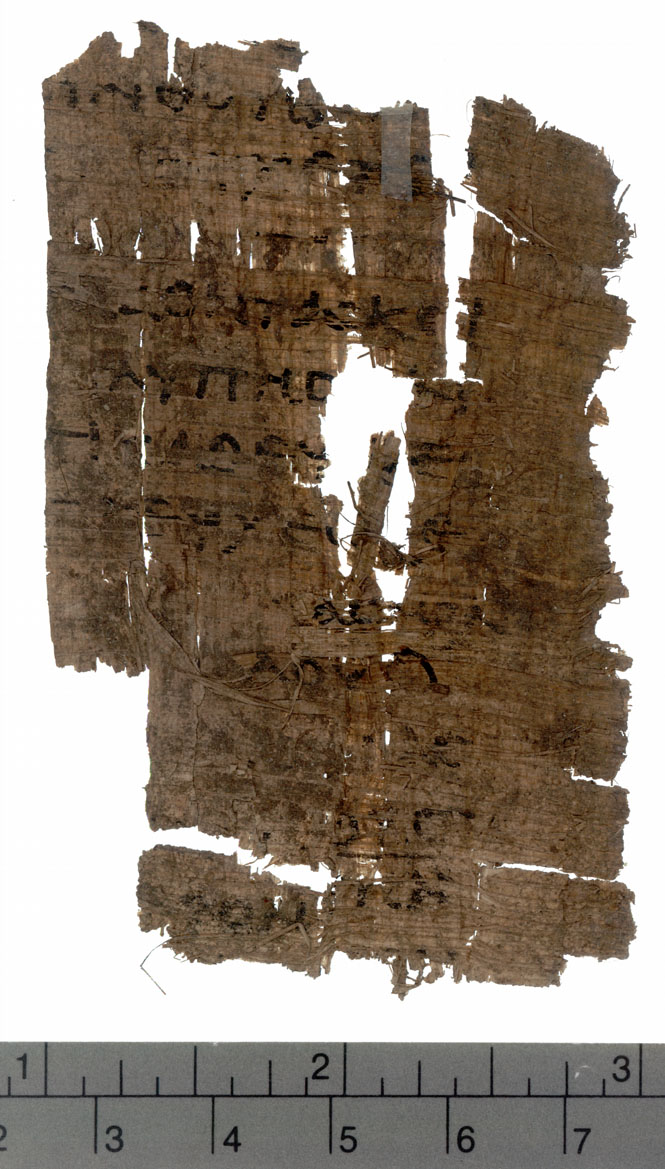
^{69}, IIIe siècle, contenant des fragments de l’Évangile selon Luc, peut-être dans sa version marcionite.

Marcion entend se fonder uniquement sur l’Écriture mais s'appuie essentiellement sur l’Évangile selon Luc — dont il élimine ce qui se rapporte à la généalogie, la nativité, le baptême et la tentation au désert du Christ —, sur dix épîtres de Paul et rejette en bloc la Bible hébraïque comme écriture inspirée,.
La doctrine de Marcion rompt avec la tradition juive : du contraste absolu — qu'il décèle dans les épîtres de Paul — entre la loi juive et l'Évangile, il conclut à l'existence de deux principes divins. Marcion dénie ainsi la continuité entre la Bible hébraïque et le nouveau message ainsi qu'il distingue le Dieu créateur qui serait un Dieu de colère et, supérieur à ce dernier, le Dieu de bonté apparu dans l'Évangile qui serait un Dieu d'amour. Ce dernier est le Père de Jésus-Christ qui est venu pour abroger la Bible hébraïque et le culte de son démiurge.
Pour Marcion, Jésus n'est pas le messie attendu par les Juifs, ni né de la Vierge Marie. Il apparaît à la quinzième année du règne de Tibère sans avoir connu ni naissance ni croissance mais il sauve l'homme en le rachetant par sa mort.
Marcion est ainsi le premier à donner au mot εὐαγγέλιον (euangélion, « bonne nouvelle ») un sens littéraire — estimant que lorsque Paul mentionne dans ses épîtres « l'Évangile », il se réfère à un ouvrage particulier — et à élaborer un « canon » de l’Écriture dont l'influence sur la formation du canon du Nouveau Testament tel qu'il est connu actuellement est débattue ; néanmoins, s'il n'en est pas la cause première, au moins a-t-il probablement accéléré le processus. Par ailleurs, les rapports de Marcion ou l’apparentement de sa doctrine avec les gnostiques sont également l'objet de débats parmi les chercheurs.

### Canon marcionite
Marcion est le premier auteur chrétien attesté à accorder une autorité théologique exclusive aux seuls textes chrétiens.
Il semble également avoir été le premier à avoir rassemblé une collection d’écrits d’origine apostolique, qui comportait trois parties : l’Evangelion, les Épîtres, et les Antithèses, ces dernières étant perdues. Tertullien, farouche contempteur du marcionisme, explique qu'elles comportaient deux parties : une partie historique et dogmatique, montrant comment, selon Marcion, le pur Évangile s’était altéré, et une partie exégétique. Selon Marcion, les textes originaux ont été contaminés par des ajouts, des réécritures ou des gloses qui les entachent.
Marcion opère ainsi un travail d'exégèse pour parvenir à la reconstitution critique d'un texte originel, principe de critique littéraire qui n'est pas rare dans les démarches éditoriales à cette époque durant laquelle les textes chrétiens demeurent relativement instables et sujets à révisions : si elle est sans mesure avec la critique moderne, son approche des textes s'inscrit néanmoins largement dans la tradition de la critique philologique propre à l’Antiquité gréco-romaine, une époque où les conditions de production et de transmission des textes ne sont jamais garanties.
L'expression « Nouveau Testament » n'apparaît qu'à la fin du IIe siècle, n'est que rarement utilisée pour désigner les écrits chrétiens et semble remonter à Marcion. Tertullien en atteste l'usage par ce dernier qui aurait ainsi désigné ses propres Écritures et ce n'est qu'avec prudence que les théologiens de l'orthodoxie l'utilisaient alors.
Pour sa part, Marcion rejette donc radicalement la Bible judaïque et ne retient que l’Évangile selon Luc, et dix épîtres de Paul  : Galates, 1 et 2 Corinthiens, Romains de 1 à 14, 1 et 2 Thessaloniciens, Éphésiens, Colossiens, Philippiens et Philémon. Il les épure de tout ce qu'il considère comme éléments ou interpolations judaïsants, non sans se référer abondamment aux écrits judaïques anciens pour les dénoncer. Par exemple, son Évangile selon Luc ne débute qu'en 4, 32 — après l'épisode d'une naissance miraculeuse du Christ mêlant des éléments de 3, 1 et 4, 31-32 —  et les épîtres aux Romains et aux Galates sont expurgées des promesses faites à Abraham. On ignore d'ailleurs pour quelle raison précise c'est le texte lucanien que Marcion a retenu : peut-être suivait-il ainsi la tradition qui faisait de Luc un disciple direct de Paul ou plus simplement n'en connaissait-il pas d'autre. Mais en tout état de cause, il entend éliminer tout ce qui pourrait laisser ouverte la possibilité d'assimilation ou d'identité du « Dieu amour » à celui de la Bible hébraïque.
S'il retouche des textes, en particulier ceux où Jésus de Nazareth est identifié au Dieu des textes juifs, ces changements apparaissent moins nombreux et moins importants qu'on l'a longtemps pensé, et certaines des adaptations que l'on croyait de sa main lui préexistaient vraisemblablement. Cette accusation de retoucher les textes formulée par les contempteurs de Marcion se retrouve d'ailleurs chez celui-ci à l'encontre de ses contradicteurs orthodoxes et, quoi que Marcion ait retiré — ou non — des textes en sa possession, il n'y a rien ajouté, une démarche qui semble accréditer la sincérité de ses intentions exégétiques : retrouver un texte original exempt de corruption et non pas créer un nouvel Évangile.

### Théologie
C'est dans ses Antithèses, aujourd'hui disparues, que Marcion développait ses théories théologiques qui entendaient montrer l'inconciliabilité entre les révélations de la Bible juive et celles de l'Évangile dans lequel apparaît le Dieu suprême qui ne s'est révélé nulle part ailleurs que dans ce dernier. La théologie marcionite est ainsi une manière de dualisme qui, développant l'opposition paulinienne de la Loi juive à l'Évangile qui aurait été mal comprise, conclut à l'existence de deux principes divins : d'une part le Dieu juste et colérique de la Bible judaïque et, de l'autre, le Dieu d'amour et de miséricorde de l'Évangile.
Pour Marcion, le Démiurge des textes judaïques, créateur du monde sensible et de l'humanité, est un Dieu sévère, coléreux et vindicatif, qui rend durement la justice au nom de sa Loi mais n'est pas pour autant malfaisant. Ce Dieu se choisit un peuple, Israël, lui donne la Loi et lui promet un Messie. Cependant, il a créé un monde imparfait où existent les plantes empoisonnées, les insectes ou les scorpions qui, avec la sexualité — qui répugne à Marcion — témoignent de son incompétence. Les préceptes despotiques qu'il a imposés à l'homme, une créature faible et mortelle, ont avili ce dernier, le promettant aux châtiments cruels. Le Tanakh reste valable comme révélation de ce Dieu juste et créateur, mais limité et étranger à l'amour. Radicalement inférieur au Dieu de l'Évangile, il est d'ailleurs amené à disparaître.
Le Dieu bon de l'Évangile est le Dieu suprême, extérieur au monde, sans les limitations du Dieu de la matière. Étranger à la Loi, à ses transgressions et donc au péché, il n'a pas créé le mal : c'est un Dieu d'amour et de miséricorde plus que de justice. Pris de compassion pour les humains écrasés par leur Créateur, le Dieu suprême décide de les sauver et envoie son propre fils Jésus-Christ — qui n'est pas le Messie attendu par les Juifs —, « pour libérer les hommes du monde et de son Dieu, pour faire d'eux les enfants d'un Dieu nouveau et étranger ».
Le Fils — qui ne connaît ni naissance ni croissance — se manifeste à travers une figure humaine non charnelle car, pour Marcion et à l'instar de croyances docètes, la chair est fondamentalement mauvaise. Celui-ci est soumis par son Créateur au supplice de la croix et, par sa mort, sauve les hommes en les rachetant à ce dernier, leur propriétaire légitime. Cet achat salvifique fait des humains des enfants adoptifs du Dieu amour, qui doivent accepter cette adoption par la foi en Jésus et l'Évangile afin d'accéder à la félicité dans le royaume du Dieu suprême. Avant de retourner lui-même auprès de son Père, le Christ de Marcion envoyé dans l'Hadès (les enfers) par son créateur y sauve les hommes — Caïn, Coré, les Sodomites, les Égyptiens, les païens… — qui s'étaient opposés au Dieu hébraïque mais croient dans le Dieu bon, tandis qu'il y laisse les ancêtres comme Noé ou Abraham qui, trop liés à leur Créateur, refusent l'invitation rédemptrice du Christ. C'est une fois parvenu au Ciel que Jésus communique à Paul l'« Évangile authentique » au moment de sa vocation, un texte original ensuite corrompu par des interpolations de judaïsants, qui livrent l'Église tout entière à l'erreur.

### Rapport avec le gnosticisme
Le rapport de Marcion au gnosticisme est fort débattu. La Tradition en faisait un disciple d'un gnostique nommé Cerdon mais un auteur comme Celse distinguait dans son Discours véritable les marcionites des gnostiques. Les études de von Harnack ont proposé un Marcion éloigné du gnosticisme mais depuis, cette position est contestée et le débat reste ouvert.
En tout état de cause, s'il existe bien des traits communs entre Marcion et certaines doctrines gnostiques, il existe de nombreuses différences sur le plan de la doctrine. Pour Marcion, c'est la foi (pistis) — et non la gnose (gnosis) — qui joue le rôle principal, à telle enseigne qu'on a parlé d'un « paulinisme exacerbé ». Et sur le plan exégétique, réfutant, à la différence des gnostiques, toute mythologie concernant le monde divin, Marcion entend se fonder exclusivement sur l’Écriture. Néanmoins, une partie de la recherche actuelle décèle des influences encratites, antilégalistes et docètes dans le marcionisme, autant de traits qui tendent à le rapprocher du gnosticisme chrétien.

## Postérité
Si l'indéniable succès obtenu par les capacités d'organisation de Marcion et l'attraction exercée par sa doctrine sont relativement brefs en Occident, ils sont nettement plus durables en Orient, où les marcionites sont encore fort présents au cours du Ve siècle : ce n'est qu'à la suite de persécutions impériales recherchant l'unité religieuse de l'empire autour d'une orthodoxie chrétienne qu'ils disparaissent ou s'intègrent à la « Grande Église ».
La diffusion de la doctrine en Orient est attestée par le fait que l'historien perse des religions al-Chahrastani, au XIIe siècle, lui consacre un développement dans son Kitāb al–Milal oua’l-Nihal (« Livre des religions et des sectes»). Le théologien musulman Abd al-Jabbar, dans son Kitāb al-Ousṣoūl al-khamsah, réfute le marcionisme au nom du monothéisme. Les deux auteurs voient la théorie de Marcion comme une forme de dualisme auquel un troisième élément a été ajouté : lumières et ténèbres sont les deux principes dont le mélange est rendu possible par un troisième.
Au XXe siècle, il est récupéré par les idéologues nazis qui apprécient son antijudaïsme. Ainsi pour Alfred Rosenberg :
« En 150, le Grec Marcion défend l'idée nordique d'un ordre du monde reposant sur une tension organique et des hiérarchies, en opposition avec la représentation sémitique d'une puissance divine arbitraire et de son despotisme sans limite. Pour cette raison il rejette aussi le « livre de la loi » d'une telle « divinité », c'est-à-dire l'ancien testament hébreu. » (Le Mythe du vingtième siècle, p. 71).
Selon Béatrice de Varine, la doctrine de Marcion a laissé des traces dans les mentalités jusqu'à nos jours.